# Reloj de sol digital

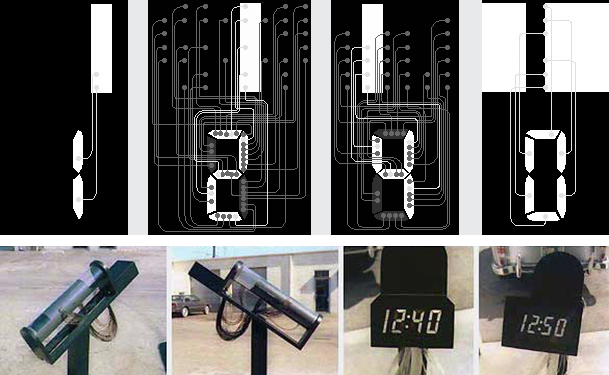
Reloj de sol de fibra óptica HinesLab

Un reloj solar digital es un dispositivo que indica la hora con números formados por la luz del sol que incide sobre él. Al igual que un reloj de sol clásico, el dispositivo no contiene partes móviles, y además no utiliza electricidad ni otras fuentes de energía adicionales. La pantalla digital cambia a medida que el sol avanza en su curso diario.

## Técnica

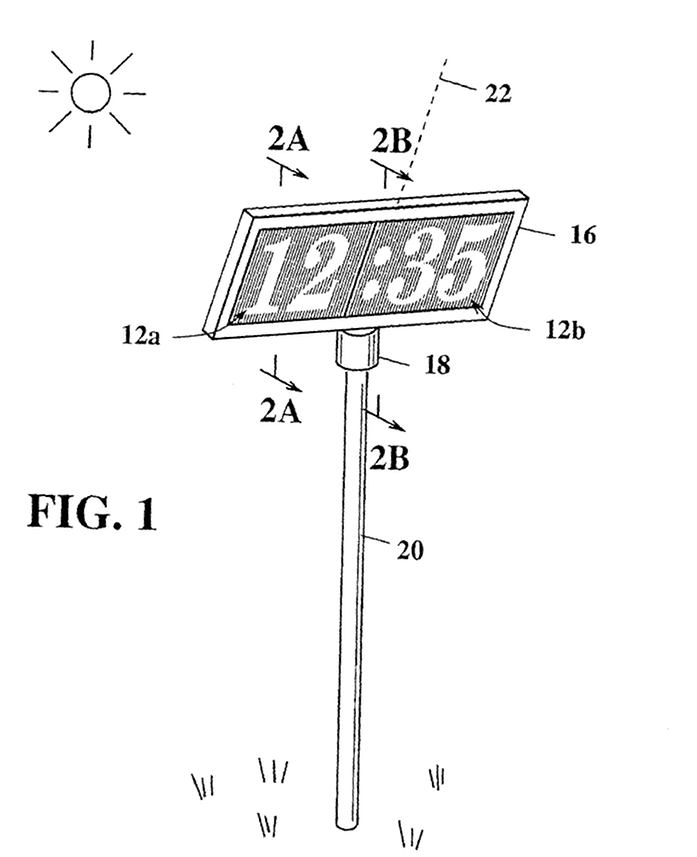
Una ilustración de la patente de un reloj de sol digital fractal

Existen dos tipos básicos de relojes solares digitales. Un tipo utiliza guías de ondas ópticas, mientras que el otro está inspirado en la geometría fractal.

### Reloj solar de fibra óptica
La luz del sol entra en el dispositivo a través de una rendija y se mueve a medida que avanza el sol. Los rayos del sol inciden en diez casquillos distribuidos linealmente de guías de ondas ópticas, que transportan la luz a un visualizador de siete segmentos. Cada fibra del casquillo está conectada a unos pocos segmentos que forman el dígito correspondiente a la posición del sol.

### Reloj solar fractal

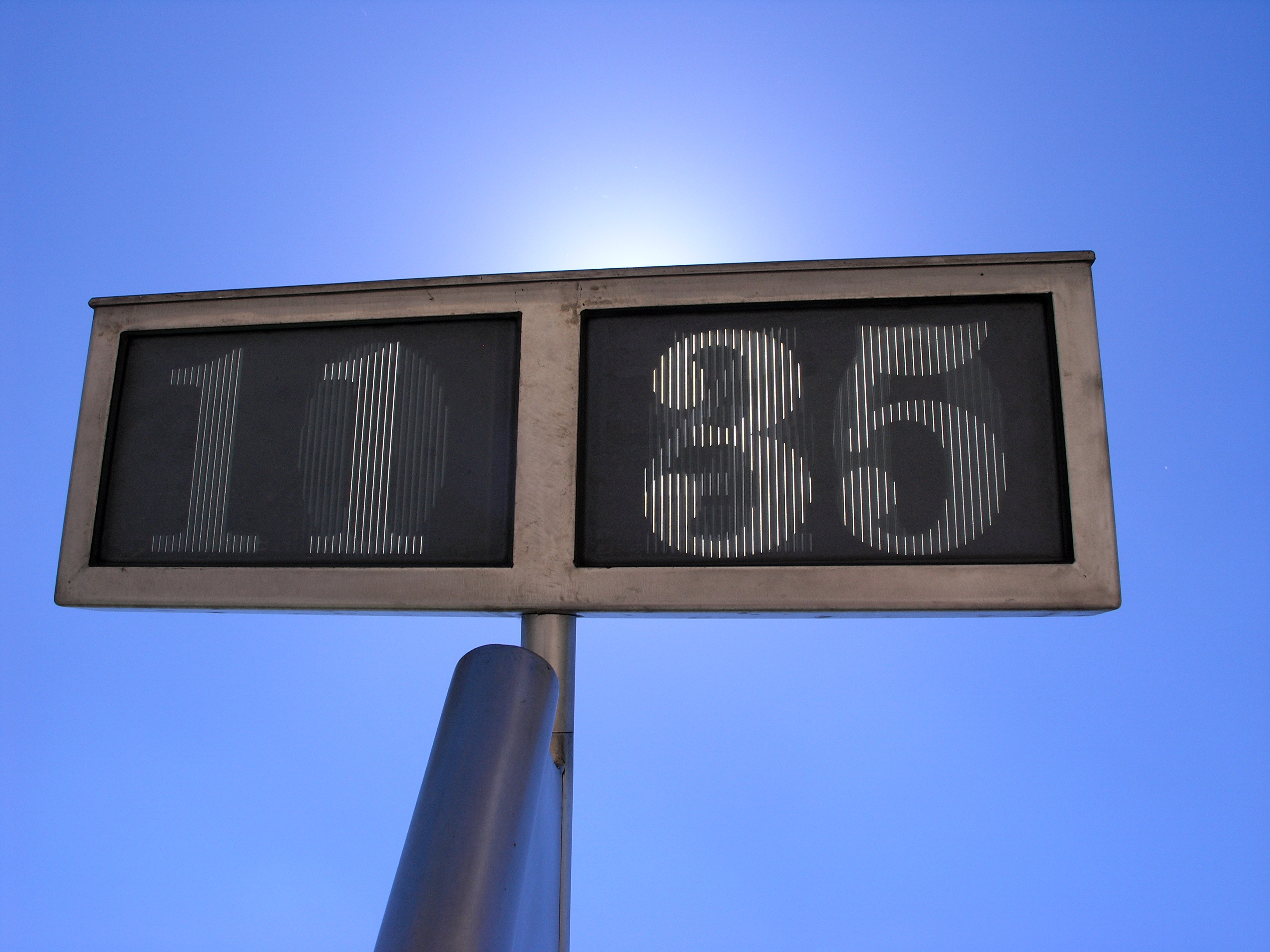
Este reloj de sol de Digital sundials international utiliza solo dos máscaras y una capa de polimetilmetacrilato

La base teórica para la otra construcción proviene de la geometría fractal. Para simplificar la explicación de cómo funciona, se describe una versión bidimensional (plana). Sea Lθ una línea recta que pasa por el origen de un sistema de coordenadas cartesianas y forma un ángulo θ ∈ [0,π) con el eje x. Para cualquier F ⊂ ℝ2 se define projθF como la proyección perpendicular de F sobre la línea Lθ.

#### Teorema
Sea Gθ ⊂ Lθ, θ ∈ [0,π) una familia de conjuntos cualesquiera tales que {\displaystyle \bigcup _{\theta }} Gθ es una conjunto medible en el plano. Entonces, existe un conjunto F ⊂ ℝ2 tal que:
- Gθ ⊂ projθ F
- La medida del conjunto projθ F \ Gθ es cero para casi todos los θ ∈ [0,π)

Es decir, existe un conjunto con proyecciones prescritas en casi todas las direcciones. Este teorema se puede generalizar al espacio tridimensional. Para una elección no trivial de la familia Gθ, el conjunto F descrito anteriormente es un fractal.

#### Aplicación
En teoría, es posible construir un conjunto de máscaras que produzcan sombras en forma de dígitos, de modo que la pantalla cambie a medida que el sol se mueve. Este es principio de un reloj solar fractal.
El teorema fue demostrado en 1987 por Kenneth Falconer. Cuatro años más tarde fue descrito en la revista Scientific American por el matemático y escritor Ian Stewart. El primer prototipo de reloj solar digital se construyó en 1994, y representa los números con luz en lugar de con sombra (como había demostrado Falconer). En 1998 se instaló por primera vez un reloj solar digital en un lugar público (en la localidad belga de Genk). También existen versiones de ventana y de sobremesa. Julldozer publicó en octubre de 2015 un modelo impreso en 3D de reloj solar de código abierto.